# Marcel Loeffler

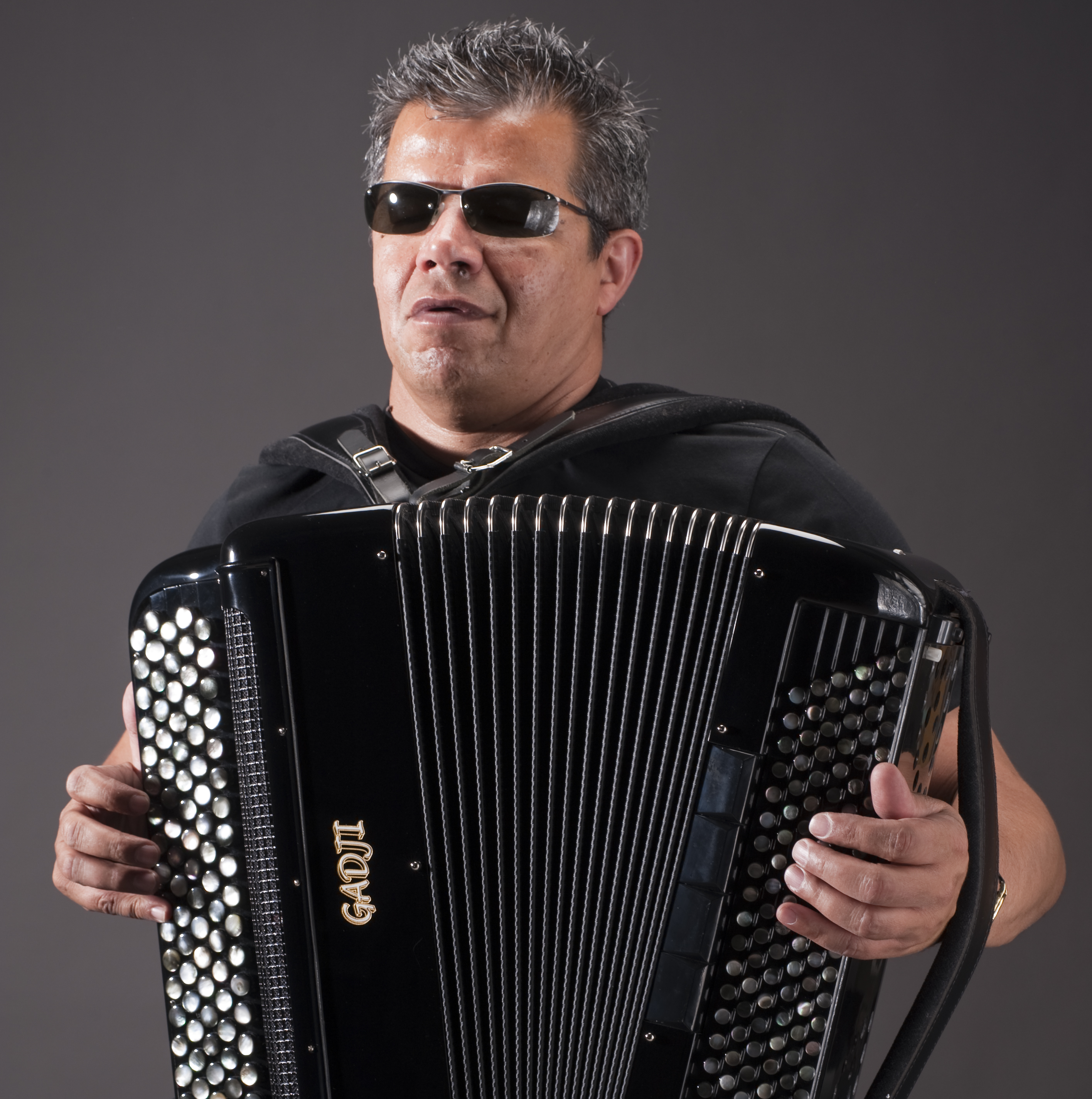
Marcel Loeffler (2010)

Marcel Loeffler (* 7. August 1956 in Haguenau) ist ein französischer Akkordeonist des Gypsy-Jazz.

## Leben und Wirken
Loeffler, der aus einer Manouchefamilie stammt, wurde durch seinen Gitarre spielenden Vater in deren musikalische Tradition eingeführt; er spezialisierte sich auf das Akkordeon. Bereits im Alter von acht Jahren begleitete er seinen Vater und seinen Bruder auf der Bühne mit dem Akkordeon. Er hat sich an Vorbildern wie Gus Viseur und Art Van Damme orientiert, die er zunächst zu imitieren versuchte. Ab 1983 war er Mitglied der Gruppe Sweet Chorus um die Gitarristen Mandino und Sony Reinhardt, Pierre Zeidler an der Klarinette und Ghislain Muller am Vibraphon, mit der er bis 1999 konzertierte und mehrere Platten einspielte. 1996 legte er sein erstes Album unter eigenem Namen vor, auf dem er in unterschiedlichen Konstellationen vom Duo bis zum Quartett zu hören ist. Er arbeitete mit Biréli Lagrène, Engé Henstetter, Claudius Dupont, Jean-Marc Robin, Wawau Adler, Corinne Chatel, Nicole Metzger und René Sopa zusammen und trat auf Festivals in Europa und den USA auf. 2007 wurde er mit dem Grand Prix Gus Viseur ausgezeichnet.

## Diskographische Hinweise
- 1984: Sweet Chorus - Oméga prod.  mit Mandino Reinhardt, Ghislain Muller, Sony Reinhardt, Patrick Andresz, Marcel Loeffler, Pierre Zeidler, Jean-Pierre Demas.
- 1986: Mandino Reinhardt und Sweet Chorus, Oméga prod.
- Vago (mit Biréli Lagrène, Mandino Reinhardt, Jean-Philippe Rykiel, Aurélien Andrei, Pétré, Paul Gill, Jean Philippe Froidefond, Simon Pomarat, Marcello Pelliteri, Didier Hoffmann, Doumé, Jacky Koehler; 1996, TAM/DOKO).
- Sessions  (mit Jean-Yves Jung, Gauthier Laurent, Olivier Strauch, Lisa Doby; 1996, RDC)
- Note Manouche  (mit Mandino Reinhardt, Joselito Loeffler, Dino Mehrstein, Gérald Muller; 1999, DJAZ).
- Source Manouche (mit Marcel Azzola, Biréli Lagrène, Cédric, Joselito und Yorgui Loeffler, Lisa Doby, Gautier Laurent; 2005, Le Chant du Monde)
- Around Gus (mit Raymond Halbeisen, Hono Winterstein, Cédric Loeffler, Mandino Reinhardt, Claudius Dupont, André Minvielle, 2010, Dreyfus)